# Pseudagrion bidentatum
Pseudagrion bidentatum là một loài chuồn chuồn kim trong họ Coenagrionidae.
Pseudagrion bidentatum được Morton miêu tả khoa học năm 1907.